# Kubinka
Kubinka (in russo Кубинка?) è una cittadina della Russia europea centrale (oblast' di Mosca), situata una sessantina di chilometri a ovest della capitale sulle rive del fiume Setun; dal punto di vista amministrativo, dipende direttamente dall'oblast' di Mosca; ha ottenuto lo status di città nel 2004.
Kubinka è sede di un Museo dei mezzi corazzati.

## Società

### Evoluzione demografica
- 1989: 8.000
- 2000: 10.100
- 2002: 26.158
- 2007: 26.300[1]